# Lubliner Komitee

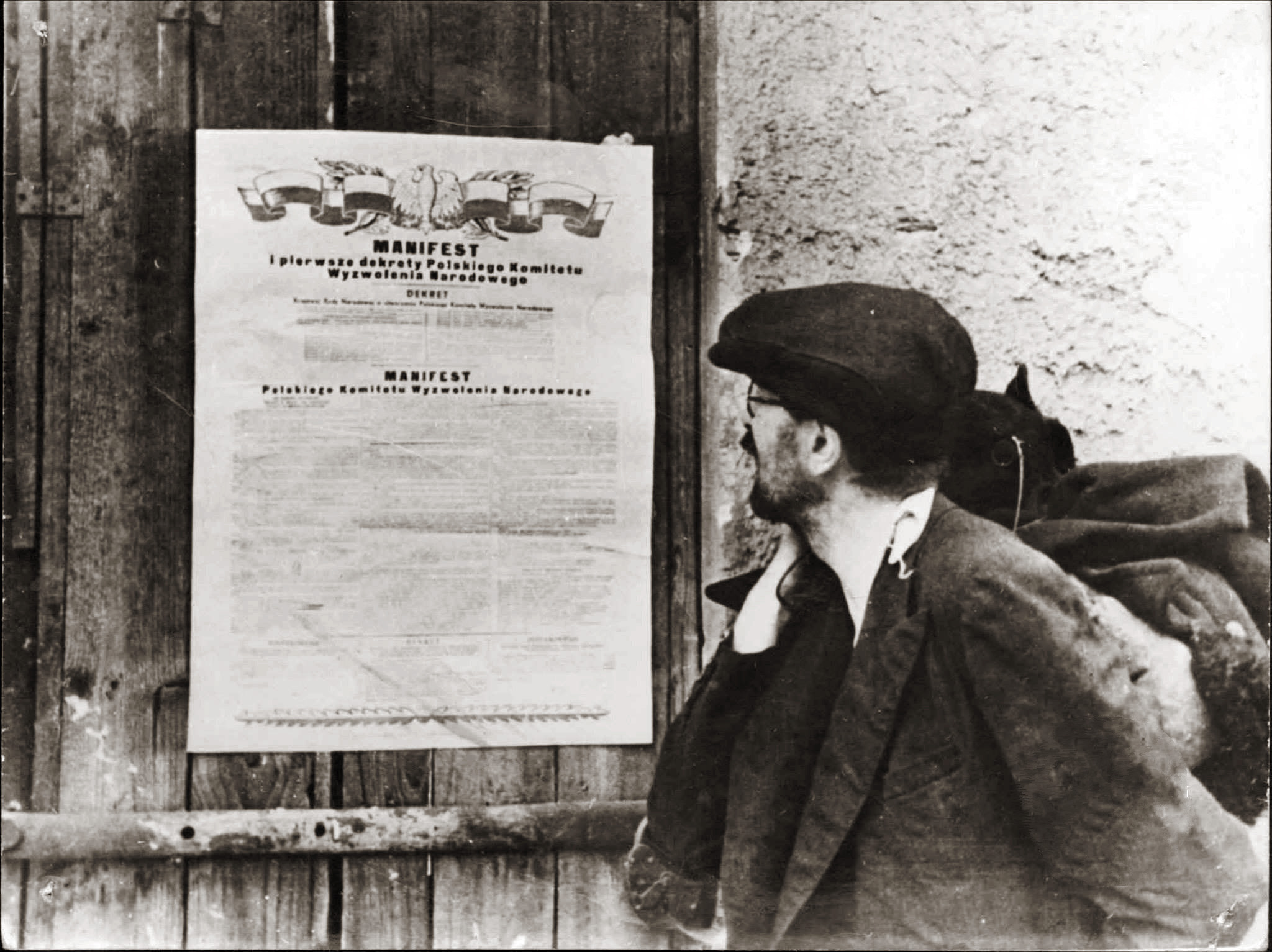
In Polen häufig verwendetes Bild vom Aushang des PKWN-Manifests

Als Lubliner Komitee, eigentlich Polnisches Komitee der Nationalen Befreiung (polnisch: Polski Komitet Wyzwolenia Narodowego, kurz PKWN), wird ein von der Sowjetunion gestütztes und abhängiges kommunistisches Komitee bezeichnet, das gegen Ende des Zweiten Weltkrieges gegründet wurde. Seit Juli 1944 regierte es unter dem Vorsitz des Linkssozialisten (PPS) Edward Osóbka-Morawski von Lublin aus das von der Roten Armee besetzte Gebiet zwischen Weichsel und Bug. Am 1. Januar 1945 wurde das Lubliner Komitee in die Provisorische Regierung der Volksrepublik Polen umgebildet.

## Das Lubliner Komitee als Provisorische Regierung

Manifest des „Polnischen Komitees der nationalen Befreiung“

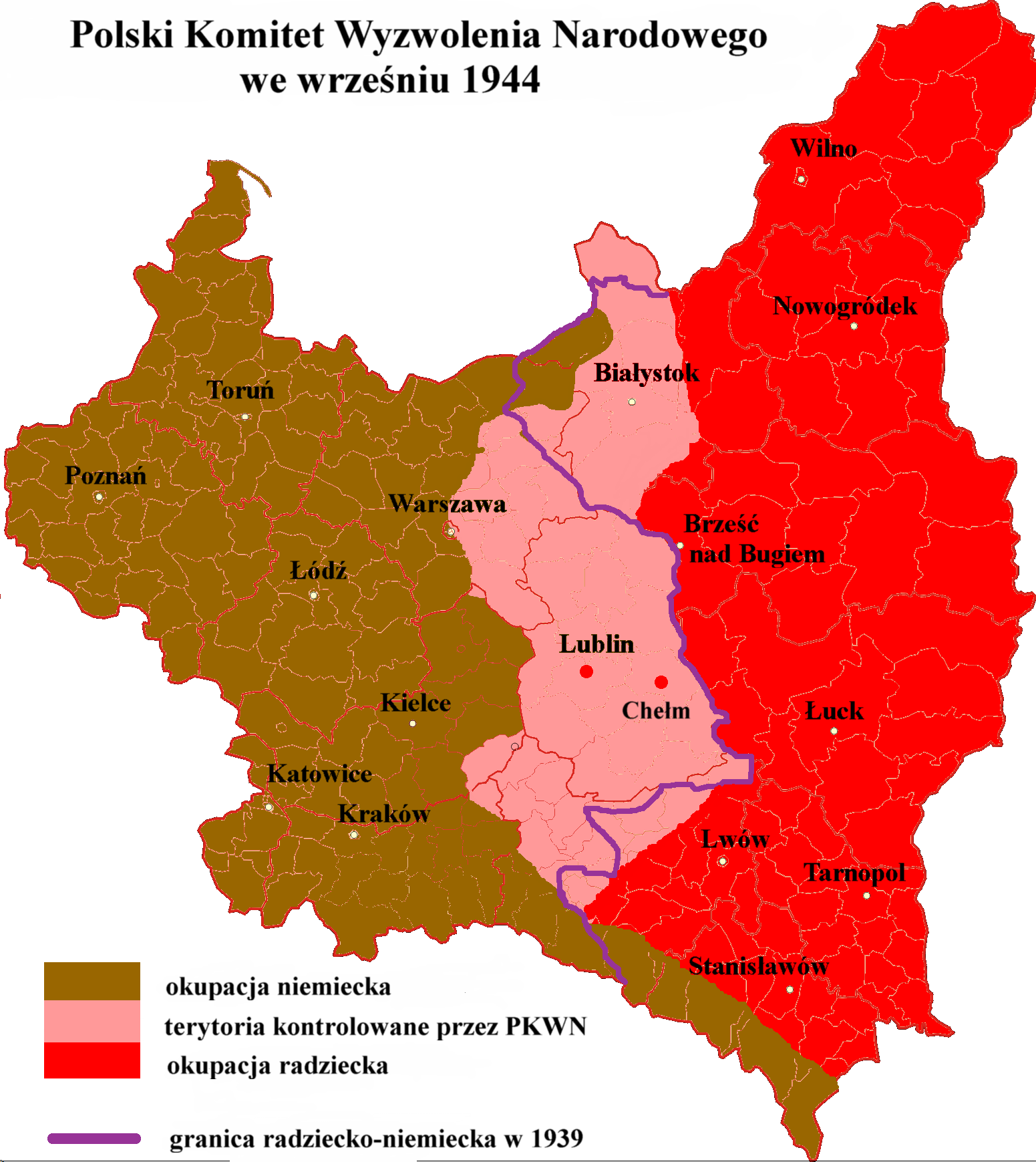
Polen zur Zeit der Gründung des Lubliner Komitees

Am 22. Juli 1944 wurde von Josef Stalin in Chełm aus dem Nationalen Rat und dem Bund Polnischer Patrioten ein „Polnisches Komitee der Nationalen Befreiung“ gegründet. Nachdem sowjetische Truppen die deutsche Besetzung der Stadt Lublin beendet hatten, wurde diese zur ersten polnischen Hauptstadt der Nachkriegszeit ausgerufen. Das Komitee sollte formell die Macht ergreifen, sobald die Rote Armee die Curzon-Linie überschreiten würde. Dies geschah in Lublin am 22. Juli 1944, und drei Tage danach zog das Komitee dorthin um. Dort bildete es unter dem Vorsitzenden Edward Osóbka-Morawski de facto die Regierung des von der Roten Armee besetzten Gebietes westlich von Ostpolen. Es gilt als moskauhörige Marionettenregierung. Am 27. Juli wurden die ersten Mitglieder des Komitees aus Moskau nach Polen eingeflogen.
Am 26. und 27. Juli 1944 wurde zwischen der Sowjetunion und dem Komitee der sowjetisch-polnische Freundschafts- und Bündnisvertrag unterzeichnet, in dem diese auf eine direkte sowjetische Herrschaft über Polen verzichtete. Zugleich legte das Dokument die Westverschiebung Polens durch die Abgabe von Gebieten an die Sowjetunion und die Übernahme zuvor deutscher Gebiete fest. Von den Alliierten erkannte allein Stalins Regierung das Komitee unter Übergehung der Polnischen Exilregierung in London als neue provisorische Regierung Polens an. Die Exilregierung hatte sich bei der Sowjetunion spätestens durch ihre Anklage des Massakers von Katyn unbeliebt gemacht.
Die auf alliierten Druck stattfindenden Verhandlungen zwischen „Londoner“ und „Lubliner“ Regierung führten zu keiner Einigung. De facto konnte sich das Lubliner Komitee in Polen auf die Strukturen der sowjetischen Truppen stützen.
Am 1. Januar 1945 benannte sich das Lubliner Komitee in „Provisorische Regierung“ um und bezog am 18. Januar in den Ruinen des befreiten Warschau seinen Sitz. Es übernahm nicht nur die Herrschaft in Polen, sondern auch die Verwaltung sowjetisch besetzter deutscher Ostgebiete im südlichen Ostpreußen, in Danzig, Pommern, im östlichen Brandenburg und in Schlesien. Nach Bildung einer „Regierung der nationalen Einheit“ am 25. Juni 1945 stimmten auch die Westalliierten Großbritannien und Frankreich im Potsdamer Abkommen zu, die ostdeutschen Gebiete bis zur Oder und zur Lausitzer Neiße, das südliche Ostpreußen und Danzig unter vorläufige polnische Verwaltung zu stellen.

### Heimatarmee und Widerstand
Nachdem im Frühjahr 1945 die Rote Armee die deutsche Armee in ganz Polen besiegt hatte, wurden 14 wichtige Führungspersonen der Heimatarmee (Armia Krajowa, AK) nach Moskau verschleppt und dort zu langjährigen Haftstrafen verurteilt und teilweise ermordet. Damit war der Hauptwiderstand gegen die „Sowjetisierung“ der polnischen Gesellschaft gebrochen.
Gegen diese erkennbare Zielsetzung bildete sich bereits Ende 1944 eine bewaffnete Widerstandsbewegung aus Teilen der Heimatarmee, die weiter die Exilregierung in London unterstützten. In den Wäldern Ostpolens stellte diese Widerstandsbewegung gegen die Provisorische Regierung und die Sowjetarmee anfangs eine ernstzunehmende Streitmacht dar. In den Jahren nach Kriegsende umfassten die Partisanen schätzungsweise bis zu 100.000 Mitglieder. Ihre Aktionen blieben letztlich ergebnislos und nahmen ab dem Ende der 1940er-Jahre ab, da die Sowjetarmee, der NKWD/MGB und die sich bildenden Organe des kommunistisch-polnischen Staates massiv militärisch und juristisch gegen sie vorgingen.

## Mitglieder des PKWN
- Edward Osóbka-Morawski (sozialistische Partei PPS), Vorsitzender, für Außenpolitik und Landwirtschaft zuständig. In der darauf folgenden Provisorischen Regierung Ministerpräsident, 1944–1947.
- Wanda Wasilewska (PPR; kommunistische Partei und Bund der Polnischen Patrioten in der UdSSR, ZPP), Stellvertreterin, niemals nach Polen zurückgekehrt.
- Andrzej Witos (SL)
- Stanisław Kotek-Agroszewski (SL „Wola Ludu“, SL-nah)
- Stanisław Radkiewicz (PPR)
- Jan Stefan Haneman (RPPS)
- Stefan Jędrychowski (PPR)
- Jan Michał Grubecki (SL)
- Wincenty Rzymowski (SD - Demokratische Partei), vorübergehend Außenminister
- Michał Żymierski (PPR), Ressort für nationale Verteidigung
- Emil Sommerstein (parteilos)
- Stanisław Skrzeszewski (PPR)
- Bolesław Drobner (PPS)
- Jan Czechowski (SL „Wola Ludu“)

Pro forma stellten die Kommunisten der PPR nur eine Minderheit der Ressortverantwortlichen. Allerdings waren zusätzlich die meisten Stellvertreterposten in der Hand der PPR.